# حاجي حسن (مياندوآب)
حاجي حسن هي قرية في مقاطعة مياندوآب، إيران. عدد سكان هذه القرية هو 1,098 في سنة 2006.